# Baye, Finistère
Baye (bretonska: Bei) är en kommun i departementet Finistère i regionen Bretagne i västra Frankrike. Kommunen ligger i kantonen Quimperlé som tillhör arrondissementet Quimper. År 2022 hade Baye 1 363 invånare.

## Befolkningsutveckling
Antalet invånare i kommunen Baye
Referens:INSEE